# Eparchie krasnoslobodská
Eparchie Krasnoslobodsk je eparchie ruské pravoslavné církve nacházející se v Rusku.

## Území a titul biskupa
Zahrnuje správní hranice území Atjurjevského, Jelnikovského, Zubovo-Poljanského, Krasnoslobodského, Starošajgovského, Těmnikovského, Těňguševského a Torbejevského rajónu republiky Mordvinsko.
Eparchiálnímu biskupovi náleží titul biskup krasnoslobodský a těmnikovský.

## Historie
Dne 11. června 1910 byl rozhodnutím Nejsvětějšího synodu zřízen krasnoslobodský vikariát penzenské eparchie. Biskup vikariátu zpočátku sídlil v monastýru Proměnění Páně, kde byl také představeným. Po roce 1928 nebyl vikariát obsazen.
Na návrh metropolity saranského Varsonofije (Sudakova) byla dne 30. května 2011 rozhodnutím Svatého synodu zřízena nová eparchie krasnoslobodská a to oddělením území ze saranské eparchie. Dne 6. října 2011 se stala součástí nově vzniklé mordvinské metropole.
Prvním eparchiálním biskupem se stal biskup ruzajevský a vikář saranské eparchie Kliment (Rodajkin).

## Seznam biskupů

### Krasnoslobodský vikariát penzské eparchie
- 1910–1922 Grigorij (Sokolov)
- 1922–1924 Leontij (Ustinov)
- 1924–1927 Makarij (Znamenskij)
- 1927–1928 Kirill (Sokolov)

### Krasnoslobodská eparchie
- od 2011 Kliment (Rodajkin)